# 할리드 하누치

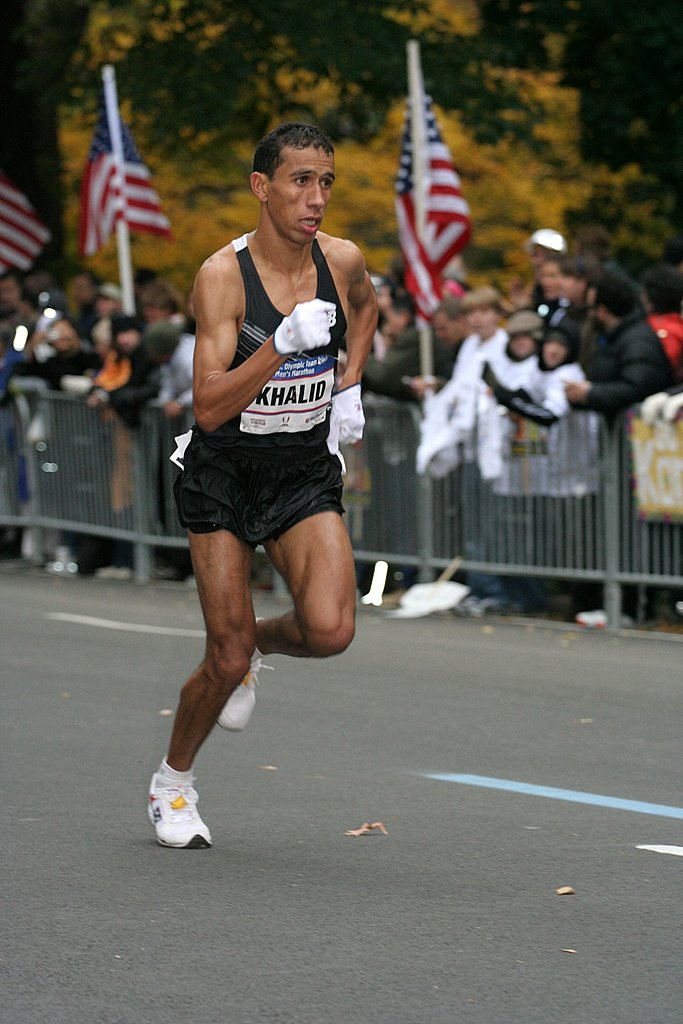

할리드 하누치(1971년 9월 12일 ~ )는 모로코 테생의 미국의 육상 선수이다. 그는 모로코 메크네스에서 태어났다. 할리드는 훈련 비용을 통해 모로코 육상 연맹에서 탈락했고 그의 친구 3명과 함께 1992년에 뉴욕주 브루클린으로 이주했다. 그는 1996년에 산드라 이노와 결혼했다. 그는 2000년 5월 2일에 미국의 귀화 시민이 되었다.